# Núcleo anterior hipotalâmico
O  núcleo hipotalâmico anterior é um núcleo do hipotálamo.
Sua função principal é a termorregulação corporal. Dano ou destruição da área pode causar hipertermia.
Esse núcleo também participa na regulação do sono.
A área hipotalâmica anterior é, às vezes, agrupada com a área preóptica.
Também é conhecido como INAH3

## INHA3
Em homens, o INAH3 é geralmente 3 vezes maior do que em mulheres independentemente da idade.
No cérebro de homossexuais, o INAH3 é mais semelhante ao encontrado em mulheres heterossexuais segundo um estudo do neurocientista Simon LeVay, de Stanford.
Em 2008, o neurocientista Qazi Rahman, do Instituto Karolinska, na Suécia, publicou um artigo mostrando outras diferenças, desta vez com implicações cognitivas. Ele comparou 90 cérebros de homens e mulheres, heterossexuais e homossexuais. Viu que mulheres heterossexuais compartilham com os gays uma simetria entre os hemisférios dos cérebros. Já homens heterossexuais compartilham com as lésbicas o hemisfério direito um pouco maior que o esquerdo.
O conhecimento sobre os aspectos biológicos da formação da identidade de gênero é bastante restrito, uma vez que a maioria dos estudos sobre a anatomia e a influência hormonal nesse processo é baseada em experimentos com outras espécies de animais. Já a influência do componente psíquico, sob o controle do processo de socialização do indivíduo, supostamente, faz parte da definição da identidade de gênero; entretanto, isso ainda é um assunto controverso. Um estudo de indivíduos transgêneros pelo neuroanatomista Dick Swaab descobriu que os transgêneros de homem para mulher têm um tamanho e número de neurônios de INAH-3 mais próximos da faixa normal feminina, e que pessoas trans de mulher para homem têm um tamanho e número de neurônios INAH-3 mais próximos de uma faixa normal masculina. Esse achado de que o tamanho do INAH-3 correspondia mais de perto ao gênero com o qual o sujeito se identificou, em vez de seu gênero biológico ou cromossômico, foi repetido desde então, mas ainda é controverso devido aos potenciais confusos da terapia de reposição hormonal.
Do ponto de vista anatômico, as diferenças entre os cérebros masculino e feminino estão relacionadas às dimensões de regiões específicas. Durante o desenvolvimento do concepto, os núcleos do dimorfismo sexual e periventricular anteroventral da área pré-optica inicialmente contêm o mesmo número de neurônios. Entretanto, com o aumento na apoptose celular mediada pelo estradiol na mulher, o núcleo do dimorfismo sexual torna-se menor. Ao contrário, no sexo masculino o estradiol tem efeito antiapoptótico nesse mesmo núcleo, o que o torna três a cinco vezes maior no sexo masculino
O termo INAH (núcleos intersticiais do hipotálamo anterior), proposto pela primeira vez em 1989 por um grupo da Universidade da Califórnia em Los Angeles, refere-se a 4 grupos de células anteriormente não descritos da área pré-óptica-anterior do hipotálamo (PO-AHA) do ser humano cérebro, que é uma estrutura que influencia a secreção de gonadotrofinas, o comportamento materno e o comportamento sexual em várias espécies de mamíferos. Existem quatro núcleos no PO-AHA (INAH1-4). Descobriu-se que um desses núcleos, INAH-3, é 2.8 vezes maior no cérebro masculino do que no feminino, independentemente da idade.
LeVay notou três possibilidades que poderiam explicar suas descobertas:
1. As diferenças estruturais no INAH3 entre homens homossexuais e heterossexuais estavam presentes no período pré-natal ou no início da vida e ajudaram no estabelecimento da orientação sexual dos homens;
2. As diferenças apareceram após o nascimento como resultado dos sentimentos ou comportamento sexual dos homens e;
3. Ambas as diferenças em INAH3 e orientação sexual estão ligadas a alguma terceira variável de confusão (como um evento de desenvolvimento no pré-natal ou no início da vida).
LeVay encontrou a primeira possibilidade mais provável e observou que a segunda possibilidade era improvável à luz de vários estudos homólogos em outras espécies. Foi comprovado que, em ratos, o núcleo sexualmente dimórfico da área pré-óptica (SDN-POA) surge durante o período perinatal sensível como consequência da dependência de seus neurônios constituintes do andrógeno circulante, oferecendo suporte indireto para a primeira possibilidade. Após esse período, mesmo intervenções extremas, como a castração, têm pouco efeito sobre o tamanho do núcleo, o que ajudaria a contradizer a segunda possibilidade de mudança de comportamento na estrutura do cérebro. Foi sugerido que o INAH-3 humano é o homólogo do SDN-POA do rato.